# Eurocopa Sub-21 de 2017
La XXI Eurocopa Sub-21 fue la 21.ª edición de un torneo de fútbol para selecciones sub-21 afiliadas a la UEFA, máximo organismo del fútbol europeo. La fase final del torneo se llevó a cabo en Polonia del 16 al 30 de junio de 2017. 
Esta edición del torneo fue la primera que elevó el número de equipos participantes en la fase final de 8 a 12. Los jugadores elegibles para disputarla fueron aquellos nacidos desde 1994 en adelante.

## Clasificación
Once selecciones fueron parte de la fase final del torneo a través del proceso clasificatorio, mientras que Polonia clasificó por ser el país organizador.
La selección de Alemania fue la única que clasificó con puntaje ideal, con 30 puntos conseguidos en los 10 partidos jugados, mientras que Italia, Portugal, Dinamarca, Suecia e Inglaterra lograron su pasaje de manera invicta.
| Equipos participantes | Equipos participantes | Equipos participantes | Equipos participantes |
| --------------------- | --------------------- | --------------------- | --------------------- |
| Alemania              | España                | Macedonia             | República Checa       |
| Dinamarca             | Inglaterra            | Polonia               | Serbia                |
| Eslovaquia            | Italia                | Portugal              | Suecia                |

### Equipos
Cada selección nacional presentó un equipo de 23 jugadores, tres de los cuales fueron porteros según el reglamento.

### Árbitros
En febrero de 2017, la UEFA seleccionó nueve árbitros y sus asistentes para el torneo.
| País                        | Árbitro           | Asistente 1            | Asistente 2           | Asistente adicional     | Asistente adicional   |
| --------------------------- | ----------------- | ---------------------- | --------------------- | ----------------------- | --------------------- |
| Bandera de Austria          | Harald Lechner    | Andreas Heidenreich    | Maximilian Kolbitsch  | Alexander Harkam        | Julian Weinberger     |
| Bandera de España           | Jesús Gil Manzano | Ángel Nevado Rodríguez | Diego Barbero Sevilla | Carlos del Cerro Grande | Juan Martínez Munuera |
| Bandera de Francia          | Benoît Bastien    | Hicham Zakrani         | Frédéric Haquette     | Benoît Millot           | Jérôme Miguelgorry    |
| Bandera de Alemania         | Tobias Stieler    | Rafael Foltyn          | Jan Seidel            | Daniel Siebert          | Benjamin Brand        |
| Bandera de Lituania         | Gediminas Mažeika | Vytautas Šimkus        | Vytenis Kazlauskas    | Donatas Rumšas          | Robertas Valikonis    |
| Bandera de los Países Bajos | Serdar Gözübüyük  | Bas van Dongen         | Joost van Zuilen      | Dennis Higler           | Jeroen Manschot       |
| Bandera de Escocia          | Bobby Madden      | David McGeachie        | Alastair Mather       | Andrew Dallas           | Donald Robertson      |
| Bandera de Eslovaquia       | Ivan Kružliak     | Tomáš Somoláni         | Branislav Hancko      | Peter Kráľovič          | Filip Glova           |
| Bandera de Eslovenia        | Slavko Vinčić     | Tomaž Klančnik         | Andraž Kovačič        | Rade Obrenović          | Roberto Ponis         |

Cuartos árbitros
| País               | Árbitro          |
| ------------------ | ---------------- |
| Bandera de Polonia | Marcin Borkowski |
| Bandera de Rusia   | Igor Demeshko    |
| Bandera de Israel  | Roy Hassan       |
| Bandera de Polonia | Michał Obukowicz |

## Sedes
La Asociación Polaca de Fútbol designó las siguientes seis sedes para disputar la fase final de la Eurocopa Sub-21:
| Gdynia                                          | Kielce                             | Kielce Tychy Gdynia Cracovia Lublin Bydgoszcz | Lublin                            |
| Stadion GOSiR Capacidad: 15.130                 | Kolporter Arena Capacidad: 15.500  | Kielce Tychy Gdynia Cracovia Lublin Bydgoszcz | Arena Lublin Capacidad: 15.500    |
|                                                 |                                    | Kielce Tychy Gdynia Cracovia Lublin Bydgoszcz |                                   |
| Bydgoszcz                                       | Cracovia                           | Kielce Tychy Gdynia Cracovia Lublin Bydgoszcz | Tychy                             |
| Estadio Zdzisław Krzyszkowiak Capacidad: 20.240 | Stadion Cracovia Capacidad: 15.000 | Kielce Tychy Gdynia Cracovia Lublin Bydgoszcz | Stadion Miejski Capacidad: 15.300 |
|                                                 |                                    | Kielce Tychy Gdynia Cracovia Lublin Bydgoszcz |                                   |

## Fase de grupos
Los 12 equipos clasificados se dividirán en 3 grupos de 4 equipos. El primero de cada grupo y el mejor segundo clasificarán a las semifinales.
El 1 de diciembre se sortearon los equipos para conformar cada grupo.

### Grupo A
| Equipo     | Pts | PJ | PG | PE | PP | GF | GC | Dif |
| ---------- | --- | -- | -- | -- | -- | -- | -- | --- |
| Inglaterra | 7   | 3  | 2  | 1  | 0  | 5  | 1  | +4  |
| Eslovaquia | 6   | 3  | 2  | 0  | 1  | 6  | 3  | +3  |
| Suecia     | 2   | 3  | 0  | 2  | 1  | 2  | 5  | -3  |
| Polonia    | 1   | 3  | 0  | 1  | 2  | 3  | 7  | -4  |

| 16 de junio de 2017, 18:00 | Suecia | 0:0     | Inglaterra | Kielce Stadium, Kielce                                     |                                                            |
|                            |        | Reporte |            | Asistencia: 11 672 espectadores Árbitro(s): Tobias Stieler | Asistencia: 11 672 espectadores Árbitro(s): Tobias Stieler |

| 16 de junio de 2017, 20:45 | Polonia   | 1:2 (1:1) | Eslovaquia                 | Arena Lublin, Lublin                                         |                                                              |
|                            | Lipski 1' | Reporte   | 20' Valjent · 78' Šafranko | Asistencia: 14 911 espectadores Árbitro(s): Serdar Gözübüyük | Asistencia: 14 911 espectadores Árbitro(s): Serdar Gözübüyük |

| 19 de junio de 2017, 18:00 | Eslovaquia | 1:2 (1:0) | Inglaterra               | Kielce Stadium, Kielce                                        |                                                               |
|                            | Chrien 23' | Reporte   | 50' Mawson · 61' Redmond | Asistencia: 12 087 espectadores Árbitro(s): Gediminas Mažeika | Asistencia: 12 087 espectadores Árbitro(s): Gediminas Mažeika |

| 19 de junio de 2017, 20:45 | Polonia                    | 2:2 (1:2) | Suecia                       | Arena Lublin, Lublin                                      |                                                           |
|                            | Moneta 6' · Kownacki 90+1' | Reporte   | 36' Strandberg · 41' Larsson | Asistencia: 14 651 espectadores Árbitro(s): Slavko Vinčić | Asistencia: 14 651 espectadores Árbitro(s): Slavko Vinčić |

| 22 de junio de 2017, 20:45 | Eslovaquia                          | 3:0 (2:0) | Suecia | Arena Lublin, Lublin                                          |                                                               |
|                            | Chrien 5' · Mihalík 22' · Šatka 73' | Reporte   |        | Asistencia: 11 203 espectadores Árbitro(s): Jesús Gil Manzano | Asistencia: 11 203 espectadores Árbitro(s): Jesús Gil Manzano |

| 22 de junio de 2017, 20:45 | Inglaterra                       | 3:0 (1:0) | Polonia | Kolporter Arena, Kielce                                    |                                                            |
|                            | Gray 6' · Murphy 69' · Baker 82' | Reporte   |         | Asistencia: 13 176 espectadores Árbitro(s): Harald Lechner | Asistencia: 13 176 espectadores Árbitro(s): Harald Lechner |

### Grupo B
| Equipo    | Pts | PJ | PG | PE | PP | GF | GC | Dif |
| --------- | --- | -- | -- | -- | -- | -- | -- | --- |
| España    | 9   | 3  | 3  | 0  | 0  | 9  | 1  | +8  |
| Portugal  | 6   | 3  | 2  | 0  | 1  | 7  | 5  | +2  |
| Serbia    | 1   | 3  | 0  | 1  | 2  | 2  | 5  | -3  |
| Macedonia | 1   | 3  | 0  | 1  | 2  | 4  | 11 | -7  |

| 17 de junio de 2017, 18:00 | Portugal                   | 2:0 (1:0) | Serbia | Bydgoszcz Stadium, Bydgoszcz                               |                                                            |
|                            | Guedes 37' · Fernandes 88' | Reporte   |        | Asistencia: 10 724 espectadores Árbitro(s): Benoît Bastien | Asistencia: 10 724 espectadores Árbitro(s): Benoît Bastien |

| 17 de junio de 2017, 20:45 | España                                        | 5:0 (3:0) | Macedonia | Gdynia Stadium, Gdynia                                    |                                                           |
|                            | Saúl 10' · Asensio 16' 54' 72' · Deulofeu 35' | Reporte   |           | Asistencia: 8 269 espectadores Árbitro(s): Harald Lechner | Asistencia: 8 269 espectadores Árbitro(s): Harald Lechner |

| 20 de junio de 2017, 18:00 | Serbia                         | 2:2 (1:0) | Macedonia                | Bydgoszcz Stadium, Bydgoszcz                            |                                                         |
|                            | Gačinović 24' · Djurdjević 90' | Reporte   | 64' Bardi · 83' Gjorgjev | Asistencia: 5 121 espectadores Árbitro(s): Bobby Madden | Asistencia: 5 121 espectadores Árbitro(s): Bobby Madden |

| 20 de junio de 2017, 20:45 | Portugal  | 1:3 (0:1) | España                                 | Gdynia Stadium, Gdynia                                     |                                                            |
|                            | Bruma 77' | Reporte   | 70' Saúl · 65' Sandro · 90+3' Williams | Asistencia: 13 832 espectadores Árbitro(s): Tobias Stieler | Asistencia: 13 832 espectadores Árbitro(s): Tobias Stieler |

| 23 de junio de 2017, 20:45 | Serbia | 0:1 (0:1) | España           | Bydgoszcz Stadium, Bydgoszcz                                  |                                                               |
|                            |        | Reporte   | 38' Denis Suárez | Asistencia: 12 058 espectadores Árbitro(s): Gediminas Mažeika | Asistencia: 12 058 espectadores Árbitro(s): Gediminas Mažeika |

| 23 de junio de 2017, 20:45 | Macedonia                | 2:4 (1:2) | Portugal                                    | Gdynia Stadium, Gdynia                                   |                                                          |
|                            | Bardi 40' · Markoski 80' | Reporte   | 2' Edgar Ié · 22' 90+1' Bruma · 57' Podence | Asistencia: 7 533 espectadores Árbitro(s): Ivan Kružliak | Asistencia: 7 533 espectadores Árbitro(s): Ivan Kružliak |

### Grupo C
| Equipo          | Pts | PJ | PG | PE | PP | GF | GC | Dif |
| --------------- | --- | -- | -- | -- | -- | -- | -- | --- |
| Italia          | 6   | 3  | 2  | 0  | 1  | 4  | 3  | +1  |
| Alemania        | 6   | 3  | 2  | 0  | 1  | 5  | 1  | +4  |
| Dinamarca       | 3   | 3  | 1  | 0  | 2  | 4  | 7  | -3  |
| República Checa | 3   | 3  | 1  | 0  | 2  | 5  | 7  | -2  |

| 18 de junio de 2017, 18:00 | Alemania               | 2:0 (1:0) | República Checa | Tychy Stadium, Tychy                                          |                                                               |
|                            | Meyer 44' · Gnabry 50' | Reporte   |                 | Asistencia: 14 051 espectadores Árbitro(s): Jesús Gil Manzano | Asistencia: 14 051 espectadores Árbitro(s): Jesús Gil Manzano |

| 18 de junio de 2017, 20:45 | Dinamarca | 0:2 (0:0) | Italia                       | Krakow Stadium, Cracovia                                 |                                                          |
|                            |           | Reporte   | 54' Pellegrini · 86' Petagna | Asistencia: 8 754 espectadores Árbitro(s): Ivan Kružliak | Asistencia: 8 754 espectadores Árbitro(s): Ivan Kružliak |

| 21 de junio de 2017, 18:00 | República Checa                        | 3:1 (1:0) | Italia      | Tychy Stadium, Tychy                                       |                                                            |
|                            | Trávník 24' · Havlík 79' · Lüftner 85' | Reporte   | 70' Berardi | Asistencia: 13 251 espectadores Árbitro(s): Benoît Bastien | Asistencia: 13 251 espectadores Árbitro(s): Benoît Bastien |

| 21 de junio de 2017, 20:45 | Alemania                          | 3:0 (0:0) | Dinamarca | Krakow Stadium, Cracovia                                    |                                                             |
|                            | Selke 53' · Kempf 73' · Amiri 79' | Reporte   |           | Asistencia: 9 298 espectadores Árbitro(s): Serdar Gözübüyük | Asistencia: 9 298 espectadores Árbitro(s): Serdar Gözübüyük |

| 24 de junio de 2017, 20:45 | República Checa        | 2:4 (1:2) | Dinamarca                                        | Tychy Stadium, Tychy                                    |                                                         |
|                            | Schick 27' · Chorý 54' | Reporte   | 23' Andersen · 35' 73' Zohore · 90+1' Ingvartsen | Asistencia: 9 047 espectadores Árbitro(s): Bobby Madden | Asistencia: 9 047 espectadores Árbitro(s): Bobby Madden |

| 24 de junio de 2017, 20:45 | Italia           | 1:0 (1:0) | Alemania | Krakow Stadium, Cracovia                                  |                                                           |
|                            | Bernardeschi 31' | Reporte   |          | Asistencia: 14 039 espectadores Árbitro(s): Slavko Vinčić | Asistencia: 14 039 espectadores Árbitro(s): Slavko Vinčić |

|  | Clasificados para semifinales.  |
|  | Clasificado como mejor segundo. |

### Mejores segundos puestos
| Equipo     | Pts | PJ | PG | PE | PP | GF | GC | Dif |
| ---------- | --- | -- | -- | -- | -- | -- | -- | --- |
| Alemania   | 6   | 3  | 2  | 0  | 1  | 5  | 1  | +4  |
| Eslovaquia | 6   | 3  | 2  | 0  | 1  | 6  | 3  | +3  |
| Portugal   | 6   | 3  | 2  | 0  | 1  | 7  | 5  | +2  |

## Segunda fase
|  | Semifinales   | Semifinales   | Semifinales |        |          | Final    | Final | Final |  |
|  |               |               |             |        |          |          |       |       |  |
|  |               |               |             |        |          |          |       |       |  |
|  | Inglaterra    | Inglaterra    | 2 (3)       |        |          |          |       |       |  |
|  | Inglaterra    | Inglaterra    | 2 (3)       |        |          |          |       |       |  |
|  | Alemania (p.) | Alemania (p.) | 2 (4)       |        |          |          |       |       |  |
|  | Alemania (p.) | Alemania (p.) | 2 (4)       |        | Alemania | Alemania | 1     |       |  |
|  |               |               |             |        | Alemania | Alemania | 1     |       |  |
|  |               |               | España      | España | 0        |          |       |       |  |
|  | España        | España        | España      | España | 0        | 3        |       |       |  |
|  | España        | España        |             |        |          | 3        |       |       |  |
|  | Italia        | Italia        | 1           |        |          |          |       |       |  |
|  | Italia        | Italia        | 1           |        |          |          |       |       |  |
|  |               |               |             |        |          |          |       |       |  |

### Semifinales
| 27 de junio de 2017, 18:00 | Inglaterra                                         | 2:2 (2:2, 1:1) (t. s.)(3:4 p.) | Alemania                                    | Tychy Stadium, Tychy                                          |                                                               |
|                            | Gray 41' · Abraham 50'                             | Reporte                        | 35' Selke · 70' Platte                      | Asistencia: 13 214 espectadores Árbitro(s): Gediminas Mažeika | Asistencia: 13 214 espectadores Árbitro(s): Gediminas Mažeika |
|                            |                                                    | Tiros desde el punto penal     |                                             |                                                               |                                                               |
|                            | Baker · Abraham · Chilwell · Ward-Prowse · Redmond |                                | Arnold · Gerhardt · Philipp · Meyer · Amiri |                                                               |                                                               |

| 27 de junio de 2017, 21:00 | España           | 3:1 (0:0) | Italia           | Krakow Stadium, Cracovia                                  |                                                           |
|                            | Saúl 53' 65' 74' | Reporte   | 62' Bernardeschi | Asistencia: 15 000 espectadores Árbitro(s): Slavko Vinčić | Asistencia: 15 000 espectadores Árbitro(s): Slavko Vinčić |

### Final
| 30 de junio de 2017, 20:45 | Alemania   | 1:0 (1:0) | España | Krakow Stadium, Cracovia                                   |                                                            |
|                            | Weiser 40' | Reporte   |        | Asistencia: 14 059 espectadores Árbitro(s): Benoît Bastien | Asistencia: 14 059 espectadores Árbitro(s): Benoît Bastien |

| Bandera de Alemania |
| Campeón             |
| Alemania            |
| 2.o título          |

## Estadísticas

### Goleadores
Se han marcado 65 goles en 19 partidos, con un porcentaje de 3,16 goles por partido. 
5 goles
- Saúl Ñíguez

3 goles
- Bruma
- Marco Asensio

2 goles
- Kenneth Zohore
- Demarai Gray
- Davie Selke
- Enis Bardhi
- Martin Chrien
- Federico Bernardeschi

1 gol
- Tomáš Chorý
- Marek Havlík
- Michael Lüftner
- Patrik Schick
- Michal Trávník
- Lucas Andersen
- Marcus Ingvartsen
- Tammy Abraham
- Lewis Baker
- Alfie Mawson
- Jacob Murphy
- Nathan Redmond
- Nadiem Amiri
- Serge Gnabry
- Marc-Oliver Kempf
- Max Meyer
- Mitchell Weiser
- Felix Platte
- Domenico Berardi
- Lorenzo Pellegrini
- Andrea Petagna
- Nikola Gjorgjev
- Kire Markoski
- Dawid Kownacki
- Patryk Lipski
- Łukasz Moneta
- Bruno Fernandes
- Gonçalo Guedes
- Edgar Ié
- Daniel Podence
- Uroš Đurđević
- Mijat Gaćinović
- Jaroslav Mihalík
- Pavol Šafranko
- Ľubo Šatka
- Martin Valjent
- Gerard Deulofeu
- Sandro Ramírez
- Iñaki Williams
- Denis Suárez
- Jacob Une Larsson
- Carlos Strandberg

## Premios y reconocimientos

### Jugador del partido
Tras cada partido disputado, se eligió un jugador como el mejor del encuentro. Para determinar al ganador se abrió una votación en el sitio oficial del torneo para ser luego contabilizada por el Grupo de Estudios Técnicos de la FIFA.
El único jugador que fue distinguido en dos oportunidades fue Stanislav Lobotka. Mientras que por selección, en 4 oportunidades recibieron la distinción Alemania y España; en 3 Inglaterra; 2 veces Eslovaquia, Portugal e Italia; mientras que una vez Suecia, Serbia, República Checa y Dinamarca.
| Fase de grupos - Fecha 1 | Fase de grupos - Fecha 1 | Fase de grupos - Fecha 2 | Fase de grupos - Fecha 2 | Fase de grupos - Fecha 3 | Fase de grupos - Fecha 3 | Segunda fase       | Segunda fase |
| Jugador                  | Partido                  | Jugador                  | Partido                  | Jugador                  | Partido                  | Jugador            | Partido      |
| ------------------------ | ------------------------ | ------------------------ | ------------------------ | ------------------------ | ------------------------ | ------------------ | ------------ |
| Nathaniel Chalobah       | 0:0                      | Nathan Redmond           | 1:2                      | Stanislav Lobotka (2)    | 3:0                      | Julian Pollersbeck | 2:2          |
| Stanislav Lobotka        | 1:2                      | Kristoffer Olsson        | 2:2                      | Demarai Gray             | 3:0                      | Saúl Ñíguez        | 3:1          |
| Bruno Fernandes          | 2:0                      | Mijat Gačinović          | 2:2                      | Denis Suárez             | 0:1                      | Mitchell Weiser    | 1:0          |
| Marco Asensio            | 5:0                      | Jesús Vallejo            | 1:3                      | Bruma                    | 2:4                      |                    |              |
| Max Meyer                | 2:0                      | Tomáš Souček             | 3:1                      | Lucas Andersen           | 2:4                      |                    |              |
| Lorenzo Pellegrini       | 0:2                      | Jeremy Toljan            | 3:0                      | Federico Bernardeschi    | 1:0                      |                    |              |

### Mejores jugadores
- Mejor jugador:  Dani Ceballos[4]
- Bota de Oro:  Saúl[5]

### Once ideal
| Posición   | Jugador               |
| ---------- | --------------------- |
| Portero    | Julian Pollersbeck    |
| Defensas   | Jeremy Toljan         |
| Defensas   | Milan Škriniar        |
| Defensas   | Niklas Stark          |
| Defensas   | Yannick Gerhardt      |
| Medios     | Maximilian Arnold     |
| Medios     | Dani Ceballos         |
| Medios     | Max Meyer             |
| Medios     | Saúl Ñíguez           |
| Delanteros | Marco Asensio         |
| Delanteros | Federico Bernardeschi |